# Antigona listeri
Antigona listeri is een tweekleppigensoort uit de familie van de Veneridae. De wetenschappelijke naam van de soort werd in 1838 voor het eerst geldig gepubliceerd door John Edward Gray.